# قمشانة (تشهار دولي)
قمشانة (بالفارسية: قمشانه) هي قرية تقع في إيران في Chaharduli Rural District. يقدر عدد سكانها بـ 96 نسمة بحسب إحصاء 2016.